# Completamento del quadrato
Il completamento del quadrato è una tecnica con numerose applicazioni in diversi campi della matematica. È utilizzato, ad esempio, in algebra per risolvere le equazioni quadratiche, in geometria analitica per determinare la forma di un grafico, nel calcolo infinitesimale per calcolare alcuni integrali, fra cui quelli che definiscono la trasformata di Laplace. L'obiettivo di questa tecnica è sostanzialmente quello di ricondurre un polinomio quadratico in una variabile (in un'equazione o espressione) al quadrato di un polinomio di primo grado. Ciò permette di ottenere una forma più facilmente trattabile allo scopo di risolvere un'equazione, calcolare un integrale, e così via.
In altre parole, il completamento del quadrato permette di raggiungere una forma come la seguente:
{\displaystyle ax^{2}+bx+c=a(\cdots \cdots )^{2}+{\mbox{costante}}.}
Dove al posto dei puntini vi è un polinomio di primo grado contenente x.

## Introduzione
In algebra elementare, il completamento del quadrato, è una tecnica con cui un polinomio quadratico viene trasformato in un'espressione contenente il quadrato di un polinomio lineare e una costante. Essa converte un'espressione della forma:
{\displaystyle ax^{2}+bx}
ad una della forma:
{\displaystyle (cx+d)^{2}+f}
I coefficienti a, b, c, d ed f possono, a loro volta, essere espressioni matematiche in variabili diverse dalla x.
Il completamento del quadrato è utilizzato comunemente per ricavare la formula risolutiva delle equazioni quadratiche.
{\displaystyle {\begin{aligned}ax^{2}+bx+c&{}=0\\ax^{2}+bx&{}=-c\\x^{2}+{\frac {b}{a}}x&{}=-{\frac {c}{a}}\\x^{2}+{\frac {b}{a}}x+\left({\frac {b}{2a}}\right)^{2}&{}=\left({\frac {b}{2a}}\right)^{2}-{\frac {c}{a}}&{\text{completando il quadrato di}}\left(x+{\frac {b}{2a}}\right)\\\left(x+{\frac {b}{2a}}\right)^{2}&{}={\frac {b^{2}-4ac}{4a^{2}}}\\x+{\frac {b}{2a}}&{}=\pm {\frac {\sqrt {b^{2}-4ac}}{2a}}\\x&{}={\frac {-b\pm {\sqrt {b^{2}-4ac}}}{2a}}\end{aligned}}}

## Formula generale
Si assuma a positivo. Per ottenere
{\displaystyle ax^{2}+bx=(cx+d)^{2}+f,}
bisogna imporre
{\displaystyle {\begin{aligned}c&{}={\sqrt {a}},\\d&{}={\frac {b}{2{\sqrt {a}}}},\\f&{}=-d^{2}\\&{}=-\left({\frac {b}{2{\sqrt {a}}}}\right)^{2}\\&{}=-{\frac {b^{2}}{4a}}.\end{aligned}}}
Ciò implica
{\displaystyle ax^{2}+bx=\left({\sqrt {a}}\,x+{\frac {b}{2{\sqrt {a}}}}\right)^{2}-{\frac {b^{2}}{4a}}.}

## Esempi

### Esempio concreto
{\displaystyle {\begin{aligned}5x^{2}+7x-6&{}=5\left(x^{2}+{7 \over 5}x\right)-6\\&{}=5\left(x^{2}+{7 \over 5}x+\left({7 \over 10}\right)^{2}\right)-6-5\left({7 \over 10}\right)^{2}\\&{}=5\left(x+{7 \over 10}\right)^{2}-6-{7^{2} \over 2\cdot 10}\\&{}=5\left(x+{7 \over 10}\right)^{2}-{6\cdot 20+7^{2} \over 20}\\&{}=5\left(x+{7 \over 10}\right)^{2}-{169 \over 20}.\end{aligned}}}
In questo modo si possono trovare i valori di x che annullano il polinomio, cioè le sue soluzioni:
{\displaystyle {\begin{aligned}5x^{2}+7x-6&{}=0\\5\left(x+{7 \over 10}\right)^{2}-{169 \over 20}&{}=0\\\left(x+{7 \over 10}\right)^{2}&{}={169 \over 100}\\&{}=\left({13 \over 10}\right)^{2}\\x+{7 \over 10}&{}=\pm {13 \over 10}\\x&{}={-7\pm 13 \over 10}\\&{}={3 \over 5}{\mbox{ oppure }}-2.\end{aligned}}}
In maniera analoga, si può determinare il valore di x in cui la funzione definita dal polinomio:
{\displaystyle y=5x^{2}+7x-6,}
assume il valore estremo (massimo o minimo). La potenza di grado maggiore, x2, ha un coefficiente positivo, dunque valori molto grandi (positivi o negativi) di x permettono di ottenere valori arbitrariamente grandi di y. Di conseguenza, l'estremo è il valore minimo di y. Completando il quadrato:
{\displaystyle y=5\left(x+{\frac {7}{10}}\right)^{2}-{\frac {169}{20}},}
si vede che per:
{\displaystyle x=-{7 \over 10},}
vale y = −169⁄20 = −8.45; ma se x è un qualsiasi altro numero, allora y è −169⁄20 più il quadrato di un numero diverso da 0. Dal momento che il quadrato di un numero diverso da 0 è positivo, segue che per ogni valore di x diverso da −7⁄10, vale y > −8.45. Quindi nel punto (x, y) = (−7⁄10, −169⁄20) = (−0.7, −8.45) si ha il valore minimo di y.

### Esempio nel calcolo infinitesimale
Si consideri il problema di determinare l'integrale indefinito:
{\displaystyle \int {\frac {1}{9x^{2}-90x+241}}\,dx}.
Esso si può risolvere completando il quadrato a denominatore. Il denominatore è:
{\displaystyle 9x^{2}-90x+241=9(x^{2}-10x)+241}.
Si può completare il quadrato aggiungendo (10⁄2)2 = 25 ad x2−10x in modo da ottenere un quadrato perfetto, x2 − 10x + 25 = (x−5)2. Il denominatore diventa:
{\displaystyle {\begin{aligned}9(x^{2}-10x)+241&{}=9(x^{2}-10x+25)+241-9(25)\\&{}=9(x-5)^{2}+16\\&{}\Longleftrightarrow \\&{}16\left(1+\left({\frac {9}{16}}\right)(x-5)^{2}\right)\\&{}=16\left(1+\left({\frac {{\sqrt {9}}x}{\sqrt {16}}}-{\frac {{\sqrt {9}}\cdot 5}{\sqrt {16}}}\right)^{2}\right)\\&{}=16\left(1+\left({\frac {3x}{4}}-{\frac {15}{4}}\right)^{2}\right)\\&{}=16\left(1+\left({\frac {3x-15}{4}}\right)^{2}\right)\end{aligned}}}
Pertanto l'integrale è:
{\displaystyle {\begin{aligned}\int {\frac {1}{9x^{2}-90x+241}}\,dx&{}={\frac {1}{9}}\int {\frac {1}{(x-5)^{2}+(4/3)^{2}}}\,dx\\&{}={\frac {1}{9}}\cdot {\frac {3}{4}}\arctan {\frac {3(x-5)}{4}}+C.\\&{}\Longleftrightarrow \\&{}={\frac {1}{16}}\int {\frac {1}{\left({\frac {3x-15}{4}}\right)^{2}+1}}\,dx\Longrightarrow \\&{}y=g(x)={\frac {3x-15}{4}}\longrightarrow g'(x)={\frac {3}{4}}\Rightarrow dy={\frac {3}{4}}dx\Rightarrow \\&{}{}{\frac {1}{16}}\cdot {\frac {4}{3}}\int {\frac {1}{y^{2}+1}}\,dy\\&{}={\frac {1}{12}}\arctan(y)+c\Rightarrow {\frac {1}{12}}\arctan \left({\frac {3x-15}{4}}\right)+c.\end{aligned}}}
Il punto chiave è che questa forma del denominatore permette di applicare un risultato noto delle tavole di integrali:
{\displaystyle \int {\frac {1}{x^{2}+a^{2}}}\,dx={\frac {1}{a}}\arctan {\frac {x}{a}}+C.}

### Esempio con i numeri complessi
Si consideri l'espressione
{\displaystyle |z|^{2}-b^{*}z-bz^{*}+c,}
dove z e b sono numeri complessi, z* e b* sono i complessi coniugati di z e b, rispettivamente, e c è un numero reale. Utilizzando l'identità |u|2 = uu* si può riscrivere come:
{\displaystyle |z-b|^{2}-|b|^{2}+c,}
che è ovviamente una quantità reale. Ciò accade perché:
{\displaystyle {\begin{aligned}|z-b|^{2}&{}=(z-b)(z-b)^{*}\\&{}=(z-b)(z^{*}-b^{*})\\&{}=zz^{*}-zb^{*}-bz^{*}+bb^{*}\\&{}=|z|^{2}-zb^{*}-bz^{*}+|b|^{2}.\end{aligned}}}
Come esempio ulteriore, l'espressione:
{\displaystyle ax^{2}+by^{2}+c,}
dove a, b, c, x, e y sono numeri reali, con a > 0 e b > 0, si può esprimere in termini del quadrato del valore assoluto di un numero complesso. Si ponga:
{\displaystyle z={\sqrt {a}}\,x+i{\sqrt {b}}\,y.}
Allora:
{\displaystyle {\begin{aligned}|z|^{2}&{}=zz^{*}\\&{}=({\sqrt {a}}\,x+i{\sqrt {b}}\,y)({\sqrt {a}}\,x-i{\sqrt {b}}\,y)\\&{}=ax^{2}-i{\sqrt {ab}}\,xy+i{\sqrt {ba}}\,yx-i^{2}by^{2}\\&{}=ax^{2}+by^{2},\end{aligned}}}
che risulta:
{\displaystyle ax^{2}+by^{2}+c=|z|^{2}+c.}

## Varianti della tecnica
Convenzionalmente, il completamento del quadrato consiste nell'aggiunta del terzo termine, v 2 a
{\displaystyle u^{2}+2uv}
In modo da ottenere un quadrato. In molti casi si può aggiungere il termine intermedio, della forma 2uv oppure −2uv, a
{\displaystyle u^{2}+v^{2}}
Per ottenere un quadrato.

### Esempio: la somma di un numero positivo e il suo reciproco
Scrivendo
{\displaystyle {\begin{aligned}x+{1 \over x}&{}=\left(x-2+{1 \over x}\right)+2\\&{}=\left({\sqrt {x}}-{1 \over {\sqrt {x}}}\right)^{2}+2\end{aligned}}}
si dimostra che la somma di un numero positivo x e del suo reciproco è sempre maggiore o uguale a 2. Infatti il quadrato di un'espressione reale è sempre maggiore o uguale a 0; l'uguaglianza si ottiene solo se x è 1, facendo così in modo che il quadrato si annulli.

### Esempio: fattorizzare un semplice polinomio di quarto grado
Si consideri il problema di fattorizzare il polinomio
{\displaystyle x^{4}+324.}
Poiché
{\displaystyle (x^{2})^{2}+(18)^{2},}
il termine intermedio per completare il quadrato è 2(x2)(18) = 36x2. Si ottiene
{\displaystyle {\begin{aligned}x^{4}+324&{}=(x^{4}+36x^{2}+324)-36x^{2}\\&{}=(x^{2}+18)^{2}-(6x)^{2}={\text{differenza di due quadrati}}\\&{}=(x^{2}+18+6x)(x^{2}+18-6x)\\&{}=(x^{2}+6x+18)(x^{2}-6x+18)\end{aligned}}}
La fattorizzazione di questo polinomio può considerarsi un caso particolare dell'identità di Sophie Germain.